# Sclerophrys blanfordii
Sclerophrys blanfordii es una especie de anfibios anuros de la familia Bufonidae.

## Distribución geográfica y hábitat
Habita en Eritrea, el norte de Etiopía, el norte de Somalia y Yibuti.
Su hábitat natural incluye sabanas secas, zonas secas de arbustos tropicales o subtropicales, praderas, marismas de agua dulce, áreas rocosas y desiertos.